# Terence O'Neill
Terence O'Neill, barone O'Neill del Maine (Londra, 10 settembre 1914 – Lymington, 12 giugno 1990), è stato un politico britannico.
È stato il quarto Primo ministro dell'Irlanda del Nord e leader (1963-1969) del Partito Unionista dell'Ulster (UUP). Unionista moderato, ha cercato di conciliare le divisioni settarie nella società dell'Irlanda del Nord, è stato membro del Parlamento dell'Irlanda del Nord per il collegio elettorale di Bannside dal 1946 fino alle sue dimissioni nel gennaio 1970; il suo successore alla Camera dei comuni dell'Irlanda del Nord fu Ian Paisley, mentre il controllo dell'UUP passò a elementi più intransigenti.

## Biografia
O'Neill apparteneva a un'influente famiglia nobile di proprietari terrieri. Suo padre era un deputato britannico che si schiantò all'inizio della prima guerra mondiale tre mesi dopo la nascita del figlio. O'Neill frequentò l'Eton College e prestò servizio come capitano dell'Irish Guards Regiment durante la seconda guerra mondiale. I due fratelli maggiori di Terence, Brian e Shane, furono uccisi in azione durante la seconda guerra mondiale.
Il 4 febbraio 1944 sposò Katharine Jean, figlia di William Ingham Whitaker, di Pylewell Park, Lymington, Hampshire. Ebbero un figlio, Patrick (nato nel 1945), e una figlia, Anne (nata nel 1947).
Come tutti i primi ministri dell'Irlanda del Nord, era un membro dell'Ordine di Orange.

## Carriera politica

### Al Parlamento dell'Irlanda del Nord e ministro
È stato eletto al Parlamento dell'Irlanda del Nord nel 1946 per Bannside. Dal 1953 al 1956 è stato vicepresidente del Parlamento, nel 1956 ministro degli interni e dal 1956 al 1963 ministro delle finanze nel governo di Basil Brooke.

### Primo ministro
Nel 1963, O'Neill succedette a Brooke come primo ministro e fu anche eletto presidente dell'UUP. Nonostante l'opposizione di moti unionisti, decise di intraprendere riforme politiche in Irlanda del Nord volte a eliminare la discriminazione contro la minoranza cattolica nel mercato del lavoro, nelle condizioni abitative e nel governo locale. La necessità di una riforma è stata rafforzata dal fatto che l'Irlanda del Nord stava attualmente attraversando un importante periodo di ristrutturazione economica poiché la vecchia industria si era inaridita. In effetti, il governo di O'Neill ha avuto maggior successo nel creare crescita economica e posti di lavoro.
O'Neill si trovò presto in una posizione scomoda poiché i cattolici, ispirati dai movimenti per i diritti civili degli anni '60, iniziarono a chiedere riforme sempre più vigorose in un momento in cui molti unionisti pensavano che fosse già andato troppo oltre. Nel gennaio 1965, il primo ministro irlandese, Seán Lemass, visitò Belfast e O'Neill fece presto una visita di ritorno a Dublino. Questo fu il primo incontro ufficiale nella storia tra i primi ministri dell'Irlanda e dell'Irlanda del Nord, e il simbolismo dell'evento irritò molti unionisti. Ian Paisley ha iniziato a ribellarsi contro O'Neill guidando un'opposizione unionista dalla linea ripida che si opponeva a tutte le concessioni ai cattolici. La Northern Ireland Civil Rights Association (NICRA), istituita di recente nel 1968, ha evidenziato le carenze della politica abitativa e O'Neill ha promesso rapide riforme in questo settore. Soprattutto dall'inizio del 1969, gruppi di militanti unionisti e protestanti iniziarono a scontrarsi con il movimento cattolico radicalizzato per i diritti civili sotto forma di varie battaglie di strada, con il governo O'Neill che perdeva il controllo sulla situazione in Irlanda del Nord. Nelle elezioni parlamentari del febbraio 1969, l'UUP perse molto del sostegno dei partiti fortemente fondati dai protestanti, con il risultato che O'Neill si dimise da primo ministro il 28 aprile. Poco dopo, la spirale di violenza svanì completamente e nell'agosto 1969 il governo britannico dovette inviare le sue forze di occupazione in Irlanda del Nord per mantenere l'ordine.

## Dopo il mandato di primo ministro
Nel 1970, O'Neill ricevette il titolo di O'Neill del Maine. Dopo essersi ritirato dalla politica nordirlandese, visse per il resto della sua vita principalmente in Inghilterra. Tuttavia, rappresentò ancora la camera alta del Parlamento britannico